# Тускляк солнцелюбивый
Тускляк солнцелюбивый (лат. Amara apricaria) — вид жужелиц из подсемейства харпалин (Harpalinae).

## Описание
Жук длиной от 6,5 до 9 мм. Тело чёрное с коричневым оттенком. Пронотум узкий (цилиндрический, очень выпуклый, отличается сердцевидной переднеспинкой и передними сильно пунктированными надкрыльями. Верхняя поверхность темнее, обычно бронзовая; все придатки бледные, красноватые. Пронотум с глубокими, крупнопунктированными базальными ямками. Надкрылья (при виде сверху) с острым, выступающим плечевым зубцом. Передний край наличника приподнят. Средние голени самца с бугорками, престернум с центральной пунктированной областью.

## Распространение
Европа, Малая Азия, Сибирь и Северная Америка.

## Экология и местообитания
Взрослая особь (имаго) растительноядная. Часто встречаются в открытых высушенных местах.